# Serianthes minahassae
Serianthes minahassae är en ärtväxtart som först beskrevs av Sijfert Hendrik Koorders, och fick sitt nu gällande namn av Elmer Drew Merrill och Lily May Perry. Serianthes minahassae ingår i släktet Serianthes och familjen ärtväxter.

## Underarter
Arten delas in i följande underarter:
- S. m. fosbergii
- S. m. ledermannii
- S. m. minahassae